# Divizia A 1935-1936
Sezonul 1935-1936 al Diviziei A a fost cea de-a 24-a ediție a Campionatului de Fotbal al României, și a patra desfășurată în sistem divizionar. A început pe 1 septembrie 1935 și s-a terminat pe 12 iulie 1936. Ripensia Timișoara a devenit campioană pentru a treia oară în istoria sa.
A fost menținut sistemul cu singură serie de 12 echipe. Deoarece AMEFA Arad a câștigat barajul de promovare/menținere cu Jiul Petroșani, și și-a păstrat locul în prima ligă, competiția nu a suferit nicio modificare în ceea ce privește cele 12 formații.

## Clasament
| Loc | Echipă                 | Pct. | MJ | V  | E | Î  | GM | GP | DG  | Calificare                   |
| --- | ---------------------- | ---- | -- | -- | - | -- | -- | -- | --- | ---------------------------- |
| 1.  | Ripensia (C)           | 30   | 22 | 13 | 4 | 5  | 59 | 37 | +22 | Campioana României           |
| 2.  | AMEFA Arad             | 28   | 22 | 11 | 6 | 5  | 40 | 27 | +13 |                              |
| 3.  | Juventus București     | 24   | 22 | 9  | 6 | 7  | 48 | 32 | +16 |                              |
| 4.  | CA Oradea              | 24   | 22 | 9  | 6 | 7  | 37 | 32 | +5  |                              |
| 5.  | Venus București        | 24   | 22 | 9  | 6 | 7  | 57 | 50 | +7  |                              |
| 6.  | Gloria Arad            | 22   | 22 | 10 | 2 | 10 | 45 | 50 | −5  |                              |
| 7.  | CFR București          | 20   | 22 | 10 | 0 | 12 | 55 | 50 | +5  |                              |
| 8.  | Chinezul               | 19   | 22 | 8  | 3 | 11 | 45 | 58 | −13 |                              |
| 9.  | Crișana Oradea         | 19   | 22 | 8  | 3 | 11 | 44 | 48 | −4  |                              |
| 10. | Unirea Tricolor        | 19   | 22 | 7  | 5 | 10 | 54 | 58 | −4  |                              |
| 11. | Victoria Cluj          | 19   | 22 | 8  | 3 | 11 | 39 | 57 | −18 |                              |
| 12. | Universitatea Cluj (O) | 16   | 22 | 7  | 2 | 13 | 29 | 53 | −24 | Baraj de promovare/menținere |

1. 1 2 3  JUV: 5 pct; CAO: 4 pct; VEN: 3 pct
2. 1 2 3 4  CHI: 8 pct; CRS: 6 pct; UTB: 5 pct; VCL: 5 pct. UTB 5-0 VCL; VCL 2-2 UTB

| Câștigătorii Diviziei A, ediția 1935/1936 |
| ----------------------------------------- |
| Ripensia Timișoara Al 3-lea Titlu         |

## Rezultate
| Oaspeți ► Gazde ▼                          | AME | CAO | CFR | CHI | CRI | GLA | JUV | RIP | UTB | UCJ | VEN | VCL |
| ------------------------------------------ | --- | --- | --- | --- | --- | --- | --- | --- | --- | --- | --- | --- |
| AMEFA Arad                                 | —   | 2–2 | 2–0 | 3–0 | 2–0 | 3–1 | 2–1 | 1–0 | 3–1 | 2–1 | 0–1 | 4–1 |
| CA Oradea                                  | 0–0 | —   | 2–0 | 1–0 | 3–0 | 1–0 | 1–1 | 1–0 | 4–1 | 4–0 | 1–0 | 0–1 |
| CFR București                              | 0–1 | 3–1 | —   | 7–2 | 0–3 | 3–4 | 4–1 | 1–4 | 3–4 | 4–0 | 4–6 | 4–1 |
| Chinezul Timișoara                         | 1–1 | 3–1 | 1–4 | —   | 5–3 | 3–2 | 2–2 | 1–6 | 2–0 | 3–1 | 1–1 | 2–1 |
| Crișana Oradea                             | 1–2 | 2–1 | 1–3 | 4–1 | —   | 6–1 | 1–1 | 2–2 | 3–2 | 1–0 | 2–2 | 3–0 |
| Gloria Arad                                | 2–2 | 2–2 | 4–2 | 3–1 | 2–1 | —   | 2–1 | 4–1 | 3–0 | 3–2 | 1–3 | 5–4 |
| Juventus București                         | 1–0 | 3–2 | 1–3 | 6–1 | 7–1 | 0–2 | —   | 2–0 | 2–2 | 5–0 | 5–0 | 2–0 |
| Ripensia Timișoara                         | 1–1 | 5–1 | 1–0 | 3–2 | 4–1 | 1–0 | 1–1 | —   | 3–2 | 5–2 | 6–3 | 7–4 |
| Unirea Tricolor București                  | 4–2 | 3–4 | 2–5 | 1–6 | 3–1 | 4–1 | 2–2 | 3–3 | —   | 6–0 | 2–5 | 5–0 |
| Universitatea Cluj                         | 1–0 | 3–3 | 5–0 | 2–1 | 0–4 | 2–1 | 3–0 | 0–2 | 1–2 | —   | 2–1 | 1–1 |
| Venus București                            | 4–4 | 1–1 | 1–3 | 2–5 | 4–2 | 6–1 | 2–1 | 5–2 | 3–3 | 4–0 | —   | 1–2 |
| Victoria Cluj                              | 4–3 | 2–1 | 3–2 | 4–2 | 3–2 | 2–1 | 1–3 | 0–2 | 2–2 | 1–3 | 2–2 | —   |
| Câștigă gazdele; Remiză; Câștigă oaspeții. |     |     |     |     |     |     |     |     |     |     |     |     |

## Barajul de promovare/menținere
| Echipa 1           | Scor gen. | Echipa 2       | Tur   | Retur |
| ------------------ | --------- | -------------- | ----- | ----- |
| Universitatea Cluj | 5 – 1     | ILSA Timișoara | 4 – 1 | 1 – 0 |